# Emilio Bontà
Emilio Bontà (* 6. Mai 1882 in Personico; † 13. November 1953 in Faido) war ein Schweizer Lehrer und Heimatforscher.

## Leben
Emilio Bontà war der Sohn von Carlo Giuseppe Bontà und dessen Ehefrau Maria, geb. Cislini. Er erhielt 1902 am Lehrerseminar in Locarno sein Diplom und war anfangs als Primarlehrer und danach von 1907 bis 1915 als Lehrer für Geschichte, Geografie und italienische Literatur am Lehrerseminar Locarno beschäftigt; von 1916 bis 1942 war er Lehrer am Gymnasium in Lugano. Emilio Bontà war verheiratet mit Giulia Bazzi.

### Wirken als Heimatforscher
Emilio Bontà war nicht nur ein Geschichts- und Ortsnamensforscher, sondern bemühte sich auch, sein geschichtliches Wissen weiter zu vermitteln und veröffentlichte daher zahlreiche Artikel in Tessiner Zeitschriften und Zeitungen.
Sein wichtigstes Werk La Leventina nel Quattrocento. L'assedio di Bellinzona e la battaglia di Giornico, 1478 erschien 1929; es handelt von den Konflikten zwischen dem Herzogtum Mailand und den Eidgenossen um die Herrschaft über die Tessiner Gebiete im 15. Jahrhundert.
1931 gab er eine Bibliografie der Schriften des Historikers Emilio Motta heraus, der sich ebenfalls sehr intensiv mit dem Kanton Tessin beschäftigte.
Emilio Bontà gab 1936 eine Anthologie zur Geschichtsschreibung im Tessin sowie 1945 ein Geschichtsbuch für die höheren Schulen über die Epoche 1763–1815 heraus.
Weiterhin beschäftigte er sich auch mit den Tessiner Dialekten, so beispielsweise dem spazzacamini, der Sprache (Soziolekt) der Kaminfegerkinder.

## Schriften (Auswahl)
- Hermann Walser; Emilio Bontà: Svizzera. Locarno: P. Giugni, 1912.
- Locarno nel Cinquecento. 1924.
- La Leventina nel Quattrocento: L'assedio di Bellinzona et la battaglia di Giornico 1478. Bellinzona Tipografia Leins & Vescovi: Edizione della Revista "La Scuola" 1929.
- Emilio Motta "padre e maestro della storiografia ticinese": con un saggio bibliografico, altri scritti e discorsi per le onoranze commemorative del 27 dicembre 1930. Lugano: Grassi, 1930.
- Die Auswanderung aus dem Kanton Tessin. Genf 1931.
- Schweizer im Ausland: von ihrem Leben und Wirken in aller Welt. Sedag, Genf 1931.
- Emilio Motta "padre e maestro della storiografia ticinese", con un saggio bibliografico altri scritti e discorsi per le onoranze commemorative del 27 dicembre 1930. Grassi, Lugano 1931.
- Emilio Bontà; Ernesto Pelloni: Per Giuseppe Zola e per Don Giacomo Perucchi. Lugano: Tipogr. Rezzonico-Pedrini, 1932.
- L'émigration tessinoise. Bellinzona: Leins & Vescovi, 1932.
- In memoria di Severino Franscini: 1889–1933. Bellinzona: Arti Grafiche A. Salvioni, 1933.
- Lindoro Regolatti; Emilio Bontà: Il comune di Onsernone: Ordinamento civile delle cinque antiche squadre. Lugano: C. Mazzuconi, 1934.
- La storiografia ticinese. Bellinzona: Istituto editoriale ticinese, 1936.
- Tedeschismi lepontini. Edizione della Rivista "La Scuola", 1937.
- Chiose agli statuti di Minusio. Bellinzona, 1943.
- Storia contemporanea : ad uso delle scuole superiori: parte prima 1763–1815. Lugano: N. Mazzuconi, 1945.
- Clemente Gianotti; Emilio Bontà: Vocabolario degli spazzacamini (Vogorno e Intragna). In: Bolletino Storico della Svizzera Italiana 63, 1951. S. 123 f.